# Raúl Ramos Calles
Raúl Ramos Calles (Acarigua,  – Caracas, 21 de marzo de 1938), fue un psiquiatra y escritor venezolano, como psiquiatra fue uno de los más reconocidos en el país, en 1938 gracias a la obtención de la Medalla de Oro, y con su respectiva beca viajó a perfeccionar sus estudios de psiquiatría en Nueva York, donde el mismo año hace un estudio de postgrado en el Utica State Hospital y en el New York State Psiquiatrie Institute.
También dirigió el Hospital Psiquiátrico de Caracas, fue profesor de Neurología y Psiquiatría en la UCV, participó como miembro fundador de la Federación Mundial de la Salud hoy Organización Mundial de la Salud y la Sociedad Venezolana de Psiquiatría. Como escritor editó entre otros «Se vende o se alquila un monstruo» y «Los personajes de Gallegos a través del psicoanálisis» y como político se desempeñó como diputado y Gobernador del Estado Miranda.